# 国際教育交換協議会
一般社団法人CIEE国際教育交換協議会（シーアイイーイー こくさいきょういくこうかんきょうぎかい、通称 CIEE Japan）は、教育を通して国際交流を図り人類の相互理解を促進することを目的に1947年にアメリカで創設された非営利法人Council on International Educational Exchange（通称 CIEE）の日本法人。2022年1月に解散。

## 概要
Council on International Educational Exchangeは、70年を超える経験を持つ国際交流の世界的リーダー。学生、社会人、教員を対象とした様々な国際交流プログラムを開発・運営しており、今日では、世界約40か国に700名のスタッフを擁し、年間約5万人の若者や教員がCIEEのプログラムに参加している。
日本法人は、1965年に日本で初めて20代の若者を夏期にアメリカの大学に組織的かつ継続的に派遣して以来、日本における国際交流の草分けとして各種国際交流プログラムを運営しており、これまでに6万5千人の方々が参加。大学生を対象とした短期国際交流、ボランティア体験プログラムを中心に、短大や大学の委託を受け企画・運営している短期海外研修、日本政府より委託された国際交流に関する調査・研究、教員を対象とした派遣研修なども行っている。
もう1つの事業として、1981年に米国最大のテスト機関である教育試験サービス（ETS、本部ニュージャージー州プリンストン）の委託を受け、TOEFLテスト日本事務局としてペーパー版TOEFLテスト（Test of English as a Foreign Language）の日本での運営をしていたが、2021年6月以降、事業は ETS Japan に移管された。
日本には、東京都・京都府・福岡県にオフィスが存在する。CIEE Japanは2015年3月に開設50周年を迎え、2018年9月には法人格を取得。以後、組織名称は「国際教育交換協議会　日本代表部」から「一般社団法人 CIEE国際教育交換協議会」に変更となっている。

## 海外体験プログラム
CIEEの海外体験プログラムは、大学生、社会人を対象とした海外ボランティアプログラムや海外の名門カレッジでビジネススキルを身に付ける海外研修、短大や大学の委託を受け企画・運営している短期海外研修などを通して、年間約3,000 名の派遣や受け入れを行っている。1995年に派遣を開始した「国際ボランティアプロジェクト」は、今日も最も人気のあるプログラムであり、年間400名以上が参加している。
主なプログラムは以下の通り（2018年9月4日現在）
- 国際ボランティアプロジェクト
- ベトナム「児童福祉」「環境保護」
- インドネシア「日本語クラスサポート」
- オーストラリア／ニュージーランド「環境保護」
- オーストラリア／ニュージーランド「チャイルドケア」
- カナダ「環境保護」「アニマルケア」「地域サポート」
- アメリカ　ユタ・アリゾナ「教師アシスタント」
- アメリカ　サンフランシスコ「NPO活動支援」「チャイルドケア」「日本語教師アシスタント」「シニア福祉」

- J1ビザ取得申請サポート
- Work & Travel USA

## 株式会社カウンシル・トラベル
CIEE Japan東京オフィス内に、トラベル・サービス部門として株式会社カウンシル・トラベルが設置され、国際学生証／国際IDカードの発行、航空券の手配、海外旅行傷害保険の取扱、ビザの代理申請といったサービスを行っていたが、2022年をもって閉鎖された。